# DRG ET 91 sorozat
A DRG ET 91 sorozat egy német villamos  motorkocsi volt. Különlegessége a nagyméretű ablakai, ami miatt kiváló kilátást nyújtott a tájra. Emiatt nevezték "Gläserner Zug"-nak. Összesen két db-ot készített a sorozatból a Waggonfabrik Fuchs és az AEG. Az első motorkocsi 1935-ben, a második 1936-ban készült el.
Jelenleg a sorozat egyik tagja a Bahnpark Augsburgban található.